# Hololepta malleata
Hololepta malleata är en skalbaggsart som beskrevs av Lewis in Andrews 1900. Hololepta malleata ingår i släktet Hololepta och familjen stumpbaggar. Inga underarter finns listade i Catalogue of Life.